# Sean Olsson
Sean Olsson, född den 2 mars 1967 i Beverley, Storbritannien, är en brittisk bobåkare.
Han tog OS-brons i herrarnas fyrmanna i samband med de olympiska bobtävlingarna 1998 i Nagano.